# Балтика (пиво)
«Ба́лтика» — марка пива, выпускаемая российской пивоваренной компанией «Балтика» (до 2023 года принадлежала скандинавскому пивоваренному холдингу Baltic Beverages Holding). Производство пива под торговой маркой ООО ПК «Балтика» началось в Санкт-Петербурге в 1992 году (компания «Балтика» существует с 1990 года). Бренд «Балтика» — один из двух российских брендов (наряду с «Лукойлом»), вошедших в список 100 крупнейших мировых торговых марок, составленный в апреле 2007 года британской газетой Financial Times.

## Выпускаемые сорта пива
Под торговой маркой «Балтика» выпускаются следующие сорта пива:
- Балтика № 1 «Лёгкое», ранее «Специальное», «Светлое» (алкоголь не менее 4,4 % об. Светлое пиво). Выпускается с 1992 года. Первоначально называлось «Специальное» и имело крепость 3 % об., затем стало «Светлым», а потом «Лёгким». Сейчас не продаётся в России, экспортируется в Финляндию, в России заменено на «Балтика Lite».
- Балтика № 2 "Легкое" «Светлый Лагер», ранее «Особое» (алкоголь не менее 4,7 % об. Светлое пиво). Выпускается с 1992 года. Первоначально имело крепость 3,5 % об., позже стало называться «Особое» с крепостью 4,4 % об. С 2001 года под этой маркой производилась серия фруктово-пивных коктейлей «Пати-микс» (лимонный, апельсиновый, кофейный и вишнёвый вкусы) в алюминиевых банках, но с 2004 года под № 2 вновь стало выпускаться светлое пиво, но уже не с красной, а с зелёной этикеткой, как у № 1. С 2023 года выпускается под названием «Лёгкое» с крепостью 4,2 % об.
- Балтика № 3 «Классическое», ранее «Светлое» (алкоголь не менее 4,8 % об. Светлое пиво, Лагер). Выпускается с 1992 года. Первоначально называлось «Светлое» и имело крепость 3,8 % об. Сейчас разливается, помимо банок и бутылок ёмкостью 0,5 л и 1 л, ещё и в пластиковые бутылки ёмкостью 1,35 л. Самый массовый сорт светлого пива от «Балтики».
- Балтика № 4 «Ржаной Эль», ранее «Оригинальное» (алкоголь не менее 5,6 % об. Тёмное пиво). Выпускается с 1994 года. На первом этапе производства имело крепость 4,5 % об.
- Балтика № 5 «Золотое», ранее «Парнас» (алкоголь не менее 5,3 % об. Светлое пиво). С 1994 года выпускалось Балтика № 5 «Парнас» с крепостью не менее 5,6 % об., разливалось в бутылки ёмкостью 0,33 л и 0,5 л. Позже этот сорт вообще пропал. В начале 2001 года Балтика выпустила новый сорт пива под названием «Парнас». С 2002 года под № 5 вновь стало выпускаться, но уже как «Золотое».
- Балтика № 6 «Портер» (алкоголь не менее 7,0 % об. Тёмное пиво). Выпускается с 1994 года.
- Балтика №6 «Портер Апельсин-Шоколад» (алкоголь не менее 7,0 % об. Тёмное пиво. Выпускается с конца 2024 / начала 2025 )
- Балтика № 7 «Экспортное» (алкоголь не менее 5,4 % об. Светлое пиво, Лагер). Выпускается с 1994 года. Разливается, помимо банок и бутылок ёмкостью 0,5 л, ещё и в алюминиевые банки ёмкостью 1 л и в пластиковые бутылки ёмкостью 1,5 л. Ранее разливалось в банки по 0.33 л. и бочонки (мини-кеги) по 5 л.
- Балтика № 7 «Мягкое» (алкоголь не менее 4,7 % об. Светлое пиво, Лагер). Выпускается с 2020 года. Разливается, помимо банок ёмкостью 0,45 л и бутылок ёмкостью 0,44 л, ещё и в пластиковые бутылки ёмкостью 0,95 л.
- Балтика № 8 «Пшеничное» (алкоголь не менее 5,0 % об. Светлое нефильтрованное пиво). Выпускается с 2001 года. В 1990-х этот номер принадлежал безалкогольному сорту, в 2001 году переименованному в № 0. Выпускалось Балтика № 8 «Классическое Безалкогольное» в 1996 году сравнительно недолго.
- Балтика № 9 «Крепкое» (алкоголь не менее 8,0 % об. Светлое пиво). Когда этот сорт пива только появился в 1998 году, его крепость составляла не менее 8,5 % об.
- Балтика № 9 «Крепкое Вишневое» (алкоголь не менее 7 % об. Фруктовое пиво). Выпускается с 2019 года.
- Балтика «Сезонное»                         (алкоголь не менее 5 % Тип пива: сэзон. Выпускается с 2024 года. Разливается в бутылки 0,47л)
- Балтика Темное «Браун Эль» .                       (темное пиво в стиле Браун Эль Алкоголь не менее 4,5 % выпускается с 2021 года, разливается в бутылки 0,45 и банки 0,45)
- Балтика «Stout» (алкоголь не менее 4,2%. Об. Ирландский стаут. разливается по бокалам и кегам 30л. Выпускается с 2024)
- Балтика «Пшеничное» (алкоголь не менее 4,8%. Об. Пшеничное пиво. Разливается в бутылки 0,44 л. Выпускается с 2025)
- Балтика «Свежее» (алкоголь не менее 5,2%. Об. Светлый лагер. Разливается по бутылкам 0,44 л)
- Балтика «Helles» (алкоголь не менее 4,7%. сорт Хеллес. Разливается в кеги по 30 л., и по бокалам. Выпускается с 2023)
- Балтика Авторское Решение «Золотой  Эль» (Светлое пиво из разряда Нефильтрованный эль Алкоголь не менее 4,8 % выпускается с 2020 года, разливается в банки 0,45, варится по рецепту пивовара Дмитрия Афонина)
- Балтика «Ленинградское» (алкоголь не менее 4,0 % об. Светлое пиво). Появилось в начале 2003 года к 300-летнему юбилею Санкт-Петербурга и производится до сих пор[2].
- Балтика «Ленинградское Крепкое» (алкоголь не менее 7,5 % об. Светлое пиво).
- Балтика «Кулер» (алкоголь не менее 4,7 % об. Светлое пиво). Выпускается с апреля 2006 года.
- Балтика «Кулер Лайм» (алкоголь не менее 4,7 % об. Светлое пиво). Выпускается с мая 2009 года.
- Балтика «Lite» (алкоголь не менее 4,0 % об. Светлое пиво). Выпускается с мая 2008 года.
- Балтика «Разливное» (алкоголь не менее 5,3 % об. Светлое пиво). Выпускается с апреля 2010 года. Разливается в бутылки ёмкостью 0,44 л.
- Балтика «Разливное Нефильтрованное» (алкоголь не менее 4,6 % об. Светлое пиво). Выпускается с апреля 2010 года. Разливается в бутылки ёмкостью 0,44 л.
- Балтика «Разливное Свежее» (алкоголь не менее 4,0 % об. Светлое пиво). Выпускается с апреля 2010 года. Разливается в бутылки ёмкостью 0,44 л.
- Балтика «Разливное Выдержанное» (алкоголь не менее 6,5 % об. Светлое пиво). Выпускается с декабря 2012 года. Разливается в бутылки ёмкостью 0,44 л.
- Балтика «Русский Имперский Стаут» (алкоголь не менее 8,0 % об. Темное нефильтрованное неосветленное пиво). Выпускается с декабря 2023 года. Разливается в бутылки ёмкостью 0,44 л.
- Балтика «München» (алкоголь не менее 5,0 % об. Светлое нефильтрованное пиво). Выпускается с мая 2013 года. Разливается в бутылки ёмкостью 0,5 л.
- Балтика «Praha» (алкоголь не менее 4,6 % об. Светлое пиво). Выпускается с мая 2013 года. Разливается в бутылки и алюминиевые банки ёмкостью 0,5 литра, а также в ПЭТ ёмкостью 1,5 литра.
- Балтика «Свердловское» (алкоголь не менее 4,7 % об. Светлое пиво). Выпускается с марта 2015 года. Разливается в бутылки ёмкостью 0,47 литра, а также в ПЭТ ёмкостью 1,42 литра.

### Безалкогольное
- Балтика № 0 «Безалкогольное» (алкоголь не более 0,5 % об. Светлое пиво). Выпускается с 2001 года.
- Балтика № 0 «Безалкогольное. пшеничное нефильтрованное» (алкоголь не более 0,5 %).
- Балтика № 0 «Безалкогольное. Грейпфрут» (алкоголь не более 0,5 %).
- Балтика № 0 «Безалкогольное. Малина» (алкоголь не более 0,5 %).
- Балтика № 0 «Безалкогольное. Гранат» (алкоголь не более 0,5 %).
- Балтика № 0 «Безалкогольное. Темная Черешня» (алкоголь не более 0,5 %). Выпускается с 2024 года.
- Балтика № 3 «Классическое Безалкогольное» (алкоголь не более 0,5 % об. Светлое пиво). Выпускается с 2023 года.
- Балтика № 7 «Экспортное — Безалкогольное» (алкоголь не более 0,5 % об. Светлое пиво). Разливается в бутылки ёмкостью 0,47 л.
- Балтика № 7 «Мягкое — Безалкогольное» (алкоголь не более 0,5 % об. Светлое пиво). Выпускается с 2020 года.
- Балтика № 8 «Пшеничное — Безалкогольное» (алкоголь не более 0,5 % об. Светлое пиво). Разливается в бутылки ёмкостью 0,47 л.

Ранее также выпускались следующие сорта пива:
- Балтика № 10 «Юбилейное» (алкоголь не менее 5,2 % об. Светлое пиво). Ограниченный выпуск с 2000 года, приуроченный к 10-летию ПК «Балтика». Разливалось пиво этого сорта исключительно в стеклянные бутылки объёма 0,33 л. В состав входили экстракты кориандра / базилика и горького миндаля.
- Балтика № 11 «Миндальное» Ограниченная серия. Выпускалась в стекле 0.33 л.
- Балтика № 12 «Новогоднее» (алкоголь не менее 5,5 % об. Полутёмное пиво). Появилось в декабре 2003 года.
- Балтика № 20 «Юбилейное» (алкоголь не менее 4,6 % об. Светлое пиво). Ограниченный выпуск с июня 2010 года, приуроченный к 20-летию ПК «Балтика».
- Балтика «Парнас» (алкоголь не менее 5,6 % об. Светлое пиво). С 2001 года выпускалось в оригинальном оформлении и без номера, с собственным названием.
- Балтика «Медовое Лёгкое» (алкоголь не менее 4,1 % об. Светлое пиво). Стало первым сортом пива марки «Балтика», разливающимся в 1,5 л ПЭТ.
- Балтика «Медовое Крепкое» (алкоголь не менее 7,6 % об. Светлое пиво). Как и «Медовое Лёгкое», выпускалось исключительно в 1,5 л ПЭТ.
- Балтика «Сезонное» (алкоголь не менее 5 % об. Светлое пиво). Сварено в октябре 2024 года как возвращение к такой традиции, как сезонная варка.